# Recsk, Heves
Recsk  este un sat în districtul Pétervására, județul Heves, Ungaria, având o populație de 2.850 de locuitori (2011).
Aici a existat un lagăr de muncă forțată în perioada 1950-1953, când foștii deținuți politic închiși aici au fost supuși unor munci extenuante în mine.

## Demografie
Componența etnică a satului Recsk
     Maghiari (86,02%)
     Romi (12,93%)
     Necunoscut (0,31%)
     Alții (0,75%)
Componența confesională a satului Recsk
     Romano-catolici (57,02%)
     Fără religie (14,46%)
     Reformați (2,42%)
     Atei (1,65%)
     Necunoscută (23,44%)
     Alte religii (4,7%)
Conform recensământului din 2011, satul Recsk avea 2.850 de locuitori. Din punct de vedere etnic, majoritatea locuitorilor (86,02%) erau maghiari, cu o minoritate de romi (12,93%). Apartenența etnică nu este cunoscută în cazul a 0,31% din locuitori.  Din punct de vedere confesional, majoritatea locuitorilor (57,02%) erau romano-catolici, existând și minorități de persoane fără religie (14,46%), reformați (2,42%) și atei (1,65%). Pentru 23,44% din locuitori nu este cunoscută apartenența confesională.